# مؤسسة زينسو
مؤسسة زينسو هي مؤسسة غير حكومية أنشئت في عام 2005 في كوتونو في بنين، موجَّهَة نحو العمل الاجتماعي ودعم التعليم والثقافة مكرسة للفن الأفريقي المعاصر.

## التاريخ
في يونيو 2005 أطلقت ماري سيسيل زينسو المتخصصة في تاريخ الفن مشروع المؤسسة في كوتونو عاصمة بنين الاقتصادية بمساعدة والدها رجل الأعمال ليونيل زينسو وجدها الرئيس السابق لبنين إميل ديرلين زينسو.
كانت المؤسسة آنذاك أول مبنى بنيني مخصص للفن المعاصر. ليس الهدف من المؤسسة تسويق الأعمال المعروضة كما يفعل المعرض بل تبادل الأعمال مع مؤسسات دولية أخرى.
جمعت المؤسسة في ثماني سنوات 1000 عمل فني معاصر واستقبلت أربعة ملايين زائر معظمهم من تلاميذ المدارس. تم تنظيم 24 معرضًا ونشر 17 كتابًا فنيًا ، لا سيما بالتعاون مع مهرجان (Regard Bénin 1.0) في عام 2010 الذي أصبح معرض يقام كل عامين منذ 2012. تنظم مؤسسة زينسو ورش عمل للأطفال، ورش رقص وورش تصوير، تساهم المؤسسة في تطوير المشهد الفني في بنين من خلال سياسة تدريب للأجيال الشابة. كما فتحت المؤسسة مكتبتين صغيرتين في كوتونو.

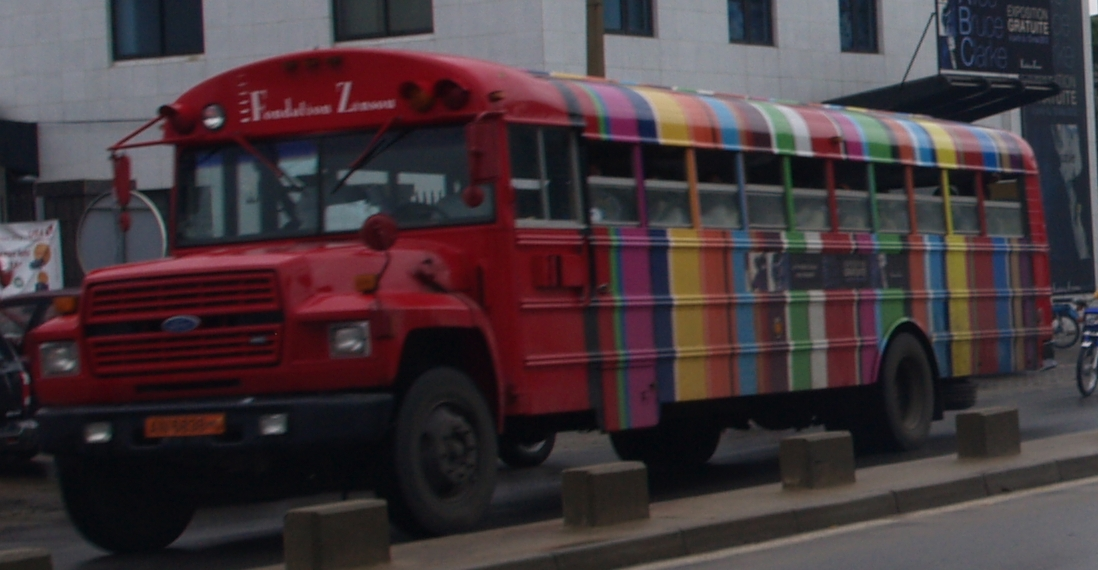
حافلة لمؤسسة زينسو

في 11 نوفمبر 2013 فتحت مؤسسة زينسو أبواب متحفها للفن المعاصر، في مدينة أويده، قدم المتحف مجموعة مختارة من الأعمال المستخرجة من مجموعتها
تضمن هذا المعرض الأول أعمال الفنانين المحليين والدوليين: روموال هازومي ، سيبرين توكوداجبا ، فريديريك برولي-بوابريه ، جورج ليلانجا ، صمويل فوسو ، سياني أوا كامارا، جان دومينيك بورتون، مالك سيديبي، سيدو كيتا، بروس كلارك، شيري سامبا، ميكال بيثي سيلاسي، أستون، كيفولي دسله.
في عام 2015، كان لدى المؤسسة 63 موظفًا، الميزانية الإجمالية للمؤسسة هي من 800 ألف إلى مليون يورو، ممولة برعاية خاصة. 80٪ من زوار المؤسسة تحت سن 20.

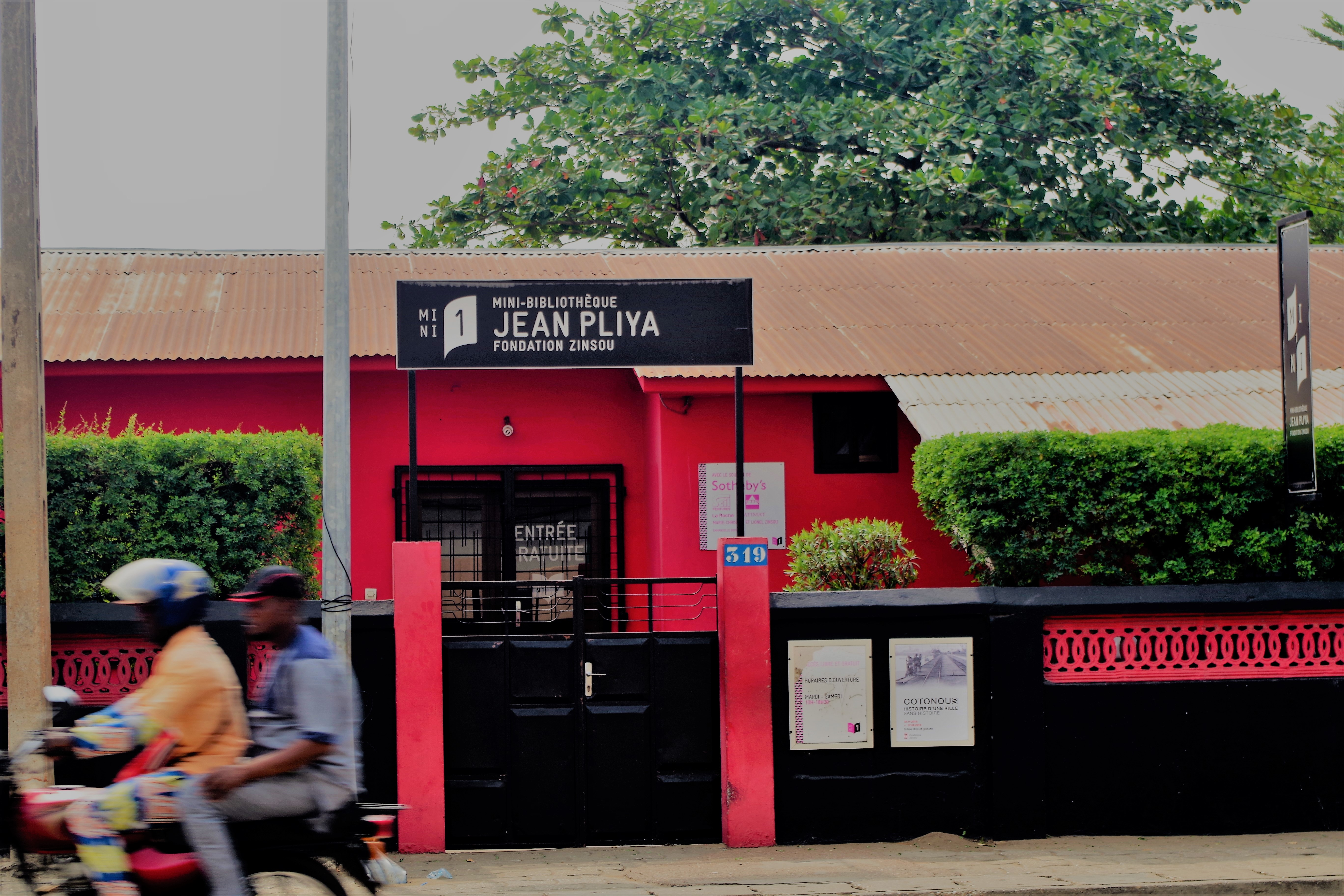
مكتبة صغيرة لمؤسسة زينسو.

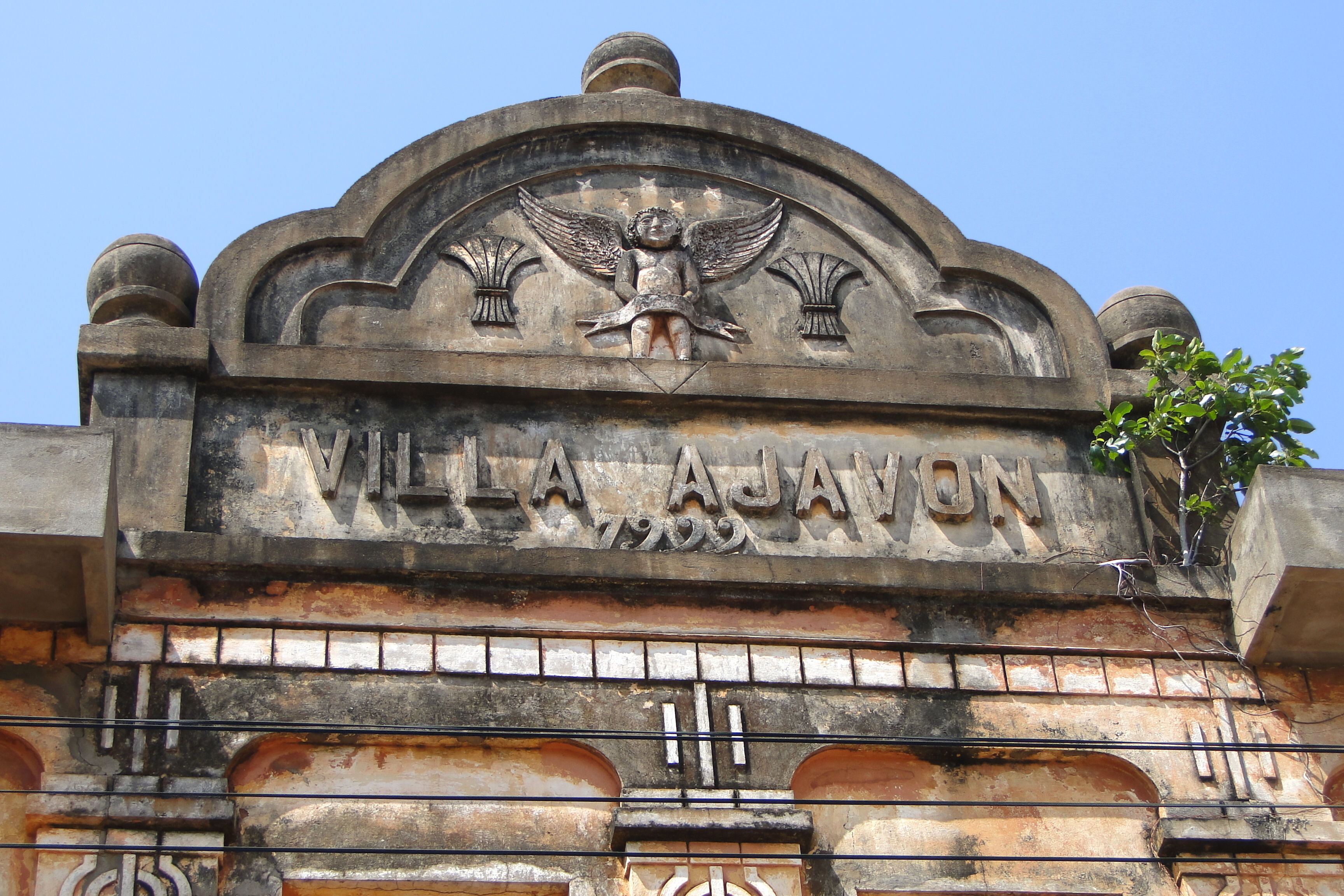
تمثيل جديد لمؤسسة زينسو في أويدة.

## الجوائز
- 2014: منحت العائلة الامبراطورية اليابانية لماري سيسيل زينسو الجائزة الإمبراطورية عن المؤسسة.[7]

## مراجع

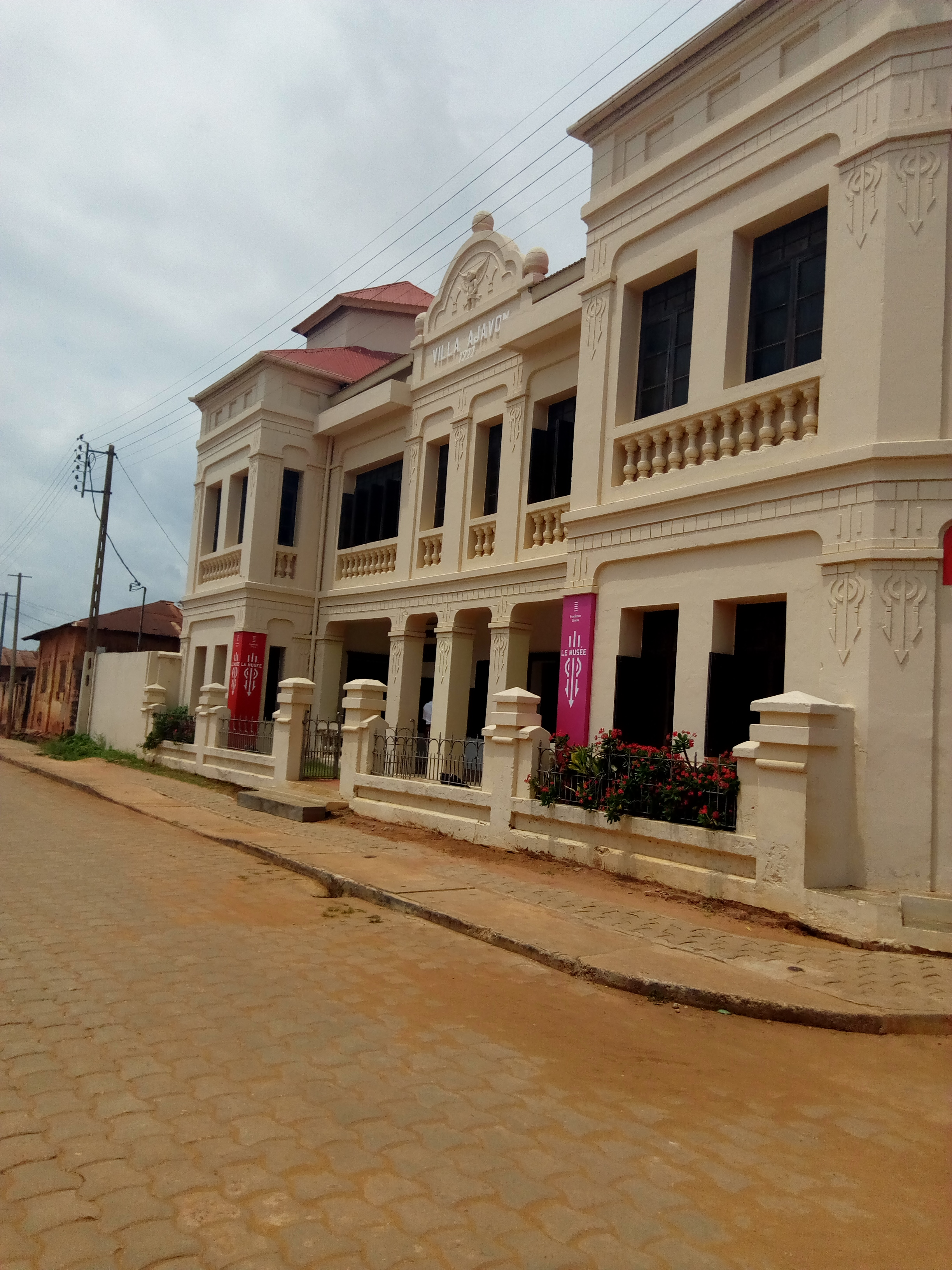
مؤسسة زينسو في فيلا أجافون.

### روابط خارجية
- الموقع الرسمي